# Automata II
Automata II è il nono album in studio del gruppo musicale statunitense Between the Buried and Me, pubblicato il 13 luglio 2018 dalla Sumerian Records.

## Descrizione
Si tratta della seconda ed ultima parte di un doppio concept album iniziato con Automata I, uscito quattro mesi prima. Riguardo ai quattro brani in esso contenuti, il cantante e tastierista Tommy Giles Rogers, Jr. ha spiegato:

## Tracce
Testi e musiche dei Between the Buried and Me.
1. The Proverbial Bellow – 13:16
2. Glide – 2:13
3. Voice of Trespass – 7:58
4. The Grid – 9:45

## Formazione
Gruppo
- Dan Briggs – basso, tastiera, pianoforte
- Blake Richardson – batteria
- Tommy Rogers – voce, tastiera, pianoforte
- Paul Waggoner – chitarra
- Dustie Waring – chitarra

Altri musicisti
- Cameron MacManus – trombone, sassofono baritono
- Jonathan Wiseman – tromba

Produzione
- Between the Buried and Me – produzione
- Jamie King – produzione, ingegneria del suono, registrazione batteria e pianoforte
- Kris Hilbert – registrazione batteria e pianoforte
- Jens Bogren – missaggio, mastering

## Classifiche
| Classifica (2018)         | Posizione massima |
| ------------------------- | ----------------- |
| Stati Uniti               | 65                |
| Stati Uniti (hard rock)   | 3                 |
| Stati Uniti (independent) | 1                 |
| Stati Uniti (rock)        | 8                 |
| Stati Uniti (tastemaker)  | 8                 |
| Svizzera                  | 69                |